# Coppidius semideserta
Coppidius semideserta är en insektsart som först beskrevs av Mitjaev 1967.  Coppidius semideserta ingår i släktet Coppidius och familjen Dictyopharidae. Inga underarter finns listade i Catalogue of Life.